# حمض السباجلوميك
حمض السباجلوميك N-Acetylaspartylglutamic acid أو ن– أسيتيل أسبارتيل غلوتاميك أسيد ( ن – أسيتيل أسبارتيل غلوتامات أو NAAG) هو ببتيد عصبي والذي هو ثالث ناقل عصبي أكثر انتشاراً في الجهاز العصبي لدى الثدييات. يتكون الـ NAAG من حمض ن- أسيتيل أسبارتيك N-acetylaspartic acid (NAA) وحمض الغلوتاميك حمض الجلوتاميك مقترنان برابط ببتيدي. اُكتشف الـ NAAG كببتيد محدد في الجهاز العصبي في 1965 بواسطة Curatolo وزملاؤه ولكن لم يُدرس على نطاق واسع. إنه يلبي معايير الناقل العصبي، بما في ذلك أنه مُركز في العصبونات (الخلايا العصبية)، ومُعبأ في حويصلات مشبكية، ويتحرر بالطرق المعتمدة على الكالسيوم، ويتحلمه في الفضاء المشبكي بواسطة النشاط الإنزيمي. يُفعّل الـ NAAG مستقبلات محددة، مستقبلات الـ(metabotropic) غلوتامات النمط 3. يُصَنّع إنزيمياً من اثنتين من طلائعه و يُستقلب بواسطة NAAG peptidases في المشبك. إن تثبيط الإنزيمات الأخيرة له تأثيرات علاجية قد تكون هامة في النماذج الحيوانية للعديد من الحالات والاضطرابات العصبية.
تحت اسم غير مسجل في الملكية الدولية spaglumic acid، يُستخدم الـ NAAG كدواء مضاد للأرجية في القطرات العينية و المستحضرات الأنفية.

## تاريخ البحث
بعد اكتشافه في 1965، تم تجاهل الـ NAAG كناقل عصبي لعدة أسباب. أولاً، لم تُعتبر الببتيدات العصبية ناقلاتٍ عصبية حتى السنوات الأخيرة. ثانياً، لا يبدو أنه يؤثر بشكل مباشر على الجهد الغشائي، لذلك تم تصنيفه على أنه مُتوسط استقلابي. أصبحت أهمية الببتيدات الدماغية أكثر وضوحاً مع اكتشاف الأفيونات الذاتية. في حين أن قدرة الـ NAAG للتفاعل مع مستقبلات الـ NMDA (ن- ميثيل - د - أسبارتات) (N-methyl-D-aspartate receptor) بطريقة متعلقة بالفيزيولوجيا مثيرٌ للجدل، كان يُعتقد مطولاً أن مستقبله الأساسي هو الـ mGluR3 (Metabotropic glutamate receptor 3). يؤدي تفاعله مع الـ mGluR3 إلى تفعيل البروتينات G التي تقلل من تركيز المِرْسالات الثانية cAMP و cGMP في كلٍ من الخلايا العصبية والدبقية. هذا يمكن أن يؤدي إلى العديد من التغييرات في النشاط الخلوي، بما في ذلك تنظيم التعبير الجيني، والحد من تحرير الناقل، وتثبيط التأييد potentiation طويل الأمد. وقد تم تحفيز الـ mGluR3 بواسطة الـ NAAG ، ومع ذلك، شكك، إيجاد تلوث على صلة بالغلوتامات في الـ NAAG المتاحة تجارياً .
وفقاً لمنشور واحد، يمكن تفريق الـ NAAG عن الـ NAA في الجسم الحي بواسطة التحليل الطيفي بالرنين المغناطيسي الـ MR spectroscopy عند 3 تسلا.

## الاصطناع الحيوي
يتوسط نشاط مُصنّعة الـ NAAG (NAAG synthetase activity) الاصطناع الحيوي للـ NAAG من الغلوتامات والـ NAA، ولكن لا يُعرف إلا القليل عن آلية أو تنظيم هذا الإنزيم، ولم يتم عزل أي نشاط مصنعة الـ NAAG (NAAG synthetase activity) في المستحضرات الخالية من الخلايا (cell-free preparations). حيث أن الببتيدات العصبية الأخرى و حوالي جميع الببتيدات الفقارية تم تصنيعها عن طريق إجراء ما بعد الترجمة، فإن NAAG synthtase activity (مُصنّعة الـ NAAG ) هي فريدة من نوعها نسبياً. كما هو الحال مع الـ NAA، يقتصر تصنيع الـ NAAG بشكل أساسي على الخلايا العصبية، على الرغم من أن الخلايا الدبقية أيضاً تحتوي وتصنع هذا الببتيد. في المختبر، يبدو أن تصنيع الـ NAAG ينظم بواسطة توفر طليعته، NAA. بالإضافة إلى ذلك، خلال تمايز الخلايا الأرومية العصبية (neuroblastoma) ، قد تبين أن مُفعّل البروتين كينازA (PKA) سيزيد من كمية الـ NAAG ، في حين أن مُفعل البروتين كيناز C (PKC) سيخفض تركيزه. تشير هذه النتيجة إلى أن PKA و PKC لهما تأثيران تنظيميان متعاكسان على إنزيم مُصنعة الـ NAAG.

## الاستقلاب
يستقلب الـ NAAG عن طريق نشاط NAAG ببتيداز (NAAG peptidase activity). وقد تم استنساخ اثنتين من الإنزيمات مع الـ NAAG peptidase activity ، غلوتامات كاربوكسي ببتيدازӏӏ و غلوتامات كاربوكسي ببتيداز ӏӏӏ. تتوسط هذه الإنزيمات حلمهة الـ NAAG إلى NAA و الغلوتامات. يمكن أن يُنتِج تثبيطهم فوائد علاجية. عُرِف نوعان رئيسيان من مثبطات هذا الإنزيم: المركبات المتعلقة بـ (phosphonomethyl)pentanedioic acid (2-PMPA)-2 والنظائر المستندة على اليوريا للـ NAAG (urea-based analogs of NAAG)، بما في ذلك ZJ43، ZJ17، و ZJ11. في نماذج الفئران، ZJ43 و 2-PMPA تخفض الإدراك الالتهابي perception of inflammatory وألم الاعتلال العصبي عندما تعطى جهازياً، داخل الدماغ، أو موضعياً، مما يوحي بأن الـ NAAG ينظم النقل العصبي في دارات الألم عن طريق مستقبلات الـ mGlu3. تثبيط حلمهة الـ NAAG تزيد من تركيز الـ NAAG في الفضاء المشبكي مشابهاً لتأثيرات الـ SSRIs في زيادة تركيز السيرتونين. هذه الـ NAAG المرتفعة تعطي تفعيلاً أكبر لمستقبلات الـ mGluR3 ماقبل المشبكية، والتي تقلل تحرر الناقل (الغلوتامات) في مسارات إشارات الألم في الحبل الشوكي والدماغ. في حالة إصابة الدماغ الرضحية، حقن مثبط الـ NAAG ببتيداز يقلل موت العصبونات والخلايا النجمية في الحُصين (hippocampus) قرب موقع الإصابة. في النموذج الفأري للتصلب الوحشي الضموري (ALS)، التثبيط المزمِن للـ NAAG peptidase activity يؤخر بدء أعراض الـ ALS ويبطيء تقدم موت الخلايا العصبية. لنموذج الفُصام، تم حقن الحيوانات بالفينسيكليدين (PCP) ، وبالتالي أُظهِرت أعراض الاضطراب، مثل الانسحاب الاجتماعي والاستجابات الحركية. عند الحقن بـ ZJ43، انخفضت هذه السلوكيات، مما يشير إلى أن الزيادة في الـ NAAG في المشبك – وتفعيله اللاحق لمستقبلات mGluR3 – لديه إمكانية لاعتباره العلاج المشترك للفُصام. في هذه الحالات، تثبيط NAAG ببتيداز يقلل التأثيرات الجانبية في هذه الاضطرابات. تُركز البحوث المستقبلية على دور الـ NAAG في إدراك الألم، وإصابات الدماغ، وانفصام الشخصية أثناء تطوير مثبطات NAAG ببتيداز بمزيد من القدرة على عبور الحاجز الدموي الدماغي.